# Unione della Libertà
L'Unione della Libertà (in polacco: Unia Wolnosci - UW) è stato un partito politico polacco di orientamento liberale fondato il 20 marzo 1994 in seguito alla confluenza di due distinti soggetti politici, entrambi affermatisi sulle istanze del movimento sindacale Solidarność:
- l'Unione Democratica (Unia Demokratyczna - UD);
- il Congresso Liberal-Democratico (Kongres Liberalno-Demokratyczny - KLD).

Il nuovo soggetto politico rappresentava la tradizione democratica e liberale europea, sostenendo l'economia di libero mercato, l'adesione all'Unione europea, la rapida privatizzazione delle imprese ancora di proprietà dello Stato e il decentramento.
Nel 2005 confluì nel Partito Democratico.

## Storia
Il partito debutta alle presidenziali del 1995, presentando come candidato alla presidenza Jacek Kuroń, che ottiene il 9,2%; alle elezioni parlamentari del 1997, UW cresce, arrivando al 13,4% dei voti, e conquistando 60 seggi (alle precedenti parlamentari del 1993, UD aveva ottenuto il 10,6%, mentre KLD il 4%).
Successivamente, le differenze tra le due principali anime del partito, quella conservatrice e quella sociale, si acuirono al punto che nel 2001 l'Unione della Libertà subì la scissione dell'ala più conservatrice del partito: molti esponenti di UW, guidati da Donald Tusk, fondarono così un nuovo soggetto, Piattaforma Civica.
Alle elezioni parlamentari del 2001, il partito, ormai composto solo da cattolici liberali e socioliberali, ottenne il 3,1% dei voti e nessun seggio, al contrario dei fuoriusciti di Piattaforma Civica, che raggiunsero invece il 12,7% e conquistarono 65 seggi; questa tendenza negativa viene parzialmente invertita alle elezioni europee del 2004, quando, complice la bassa affluenza alle urne e il fatto di essere l'unico partito apertamente filoeuropeista, l'UW ottiene il 7% dei voti e 4 seggi al Parlamento europeo (dei 54 spettanti alla Polonia).
Nel 2005, l'Unione della Libertà lancia la proposta di dare vita ad un soggetto politico nuovo: su iniziativa di Władysław Frasyniuk e Jerzy Hausner (ministro dell'Economia), il 9 maggio viene fondato il nuovo Partito Democratico, che debutta alle elezioni parlamentari del 2005, ottenendo il 2,5% dei voti e senza conquistare alcun seggio.

## Risultati elettorali
| Elezione          | Elezione     | Voti      | %     | Seggi    |
| ----------------- | ------------ | --------- | ----- | -------- |
| Parlamentari 1997 | Sejm         | 1.749.518 | 13,37 | 60 / 460 |
| Parlamentari 2001 | Sejm         | 404.074   | 3,10  | 0 / 460  |
| Europee 2004      | Europee 2004 | 446.549   | 7,33  | 4 / 54   |